# Sillans-la-Cascade
Sillans-la-Cascade är en kommun i departementet Var i regionen Provence-Alpes-Côte d'Azur i sydöstra Frankrike. Kommunen ligger i kantonen Tavernes som tillhör arrondissementet Brignoles. År 2022 hade Sillans-la-Cascade 783 invånare.

## Befolkningsutveckling
Antalet invånare i kommunen Sillans-la-Cascade
| Referens: INSEE |